# Фадеїчев Владислав Павлович
Фаде́їчев Владисла́в Па́влович (10 [23] листопада 1906, Харків — 23 квітня 1987, Київ) — український радянський архітектор, член Спілки архітекторів СРСР з 1935 року.

## Біографія
У 1926–1930 роках навчався на архітектурному факультеті Харківського художнього інституту. У 1932—1941 роках працював у проектних установах у Москві, у 1942—1945 роках — в Свердловську, на посадах архітектора, головного архітектора проекту, керівника архітектурної майстерні.
З 1945 по 1957 рік працював у київський проектних установах (Головбудпроект, Укрдіпрошахт, УкрНДІпроект) на посадах головного архітектора проекту, керівника архітектурної майстерні, переважно з Борисом Дзбановським та ін. З 1957 року — викладач, доцент кафедри проектування в Київському інженерно-будівельному інституті.
З січня 1977 року на пенсії. Помер 23 квітня 1987 року в Києві.

## Творчість
- Житлові будинки в Свердловську, Нижньому Тагілі, Красноярську.
- Клуб інженерно-технічних працівників у Лисичанську.
- Драматичний театр у Макіївці.
- Будинок техніки у Луганську.
- Будівля проектного інституту «Укрдіпрошахт» у Києві (вул. Богдана Хмельницького, 4, нині тут розташоване ДП «Вугілля України»).
- Будинок працівників науки в Києві (Микільсько-Ботанічна вулиця, 14/7).
- Співавтор проекту забудови Нововолинська та ін.

## Зображення

Будинок техніки у Луганську
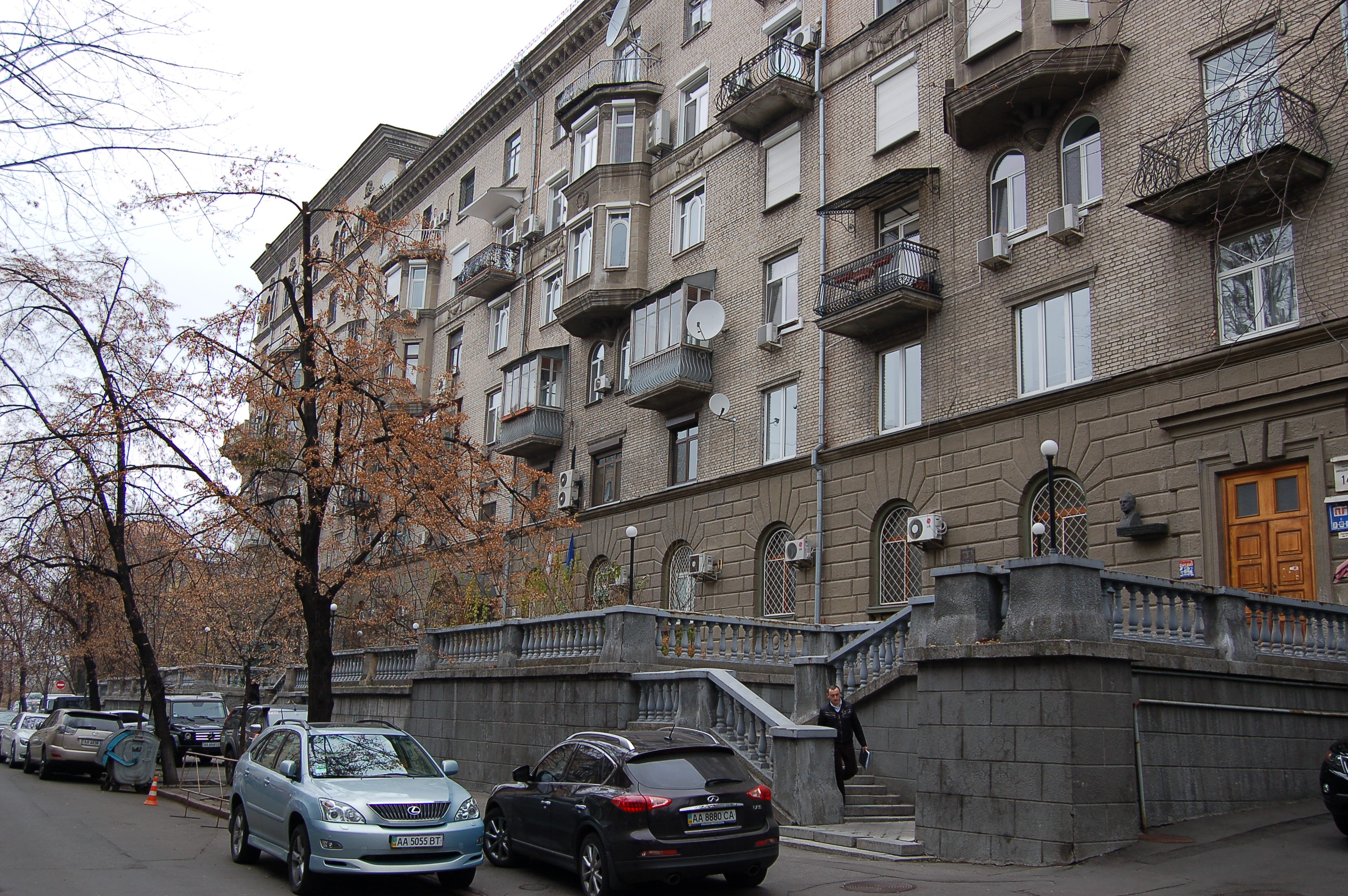
Будинок працівників науки в Києві